# Catholic TV
Catholic TV est une chaîne de télévision américaine qui anime des programmes relatifs au catholicisme. Elle peut être reçue par câble dans les états du Massachusetts, du Rhode Island, du New Hampshire, du Maine, du Michigan, de l'Ohio, du Tennessee, de la Californie et de la Louisiane mais aussi par l'internet. Enfin, elle est regardable dans le monde entier via le site internet officiel de la chaîne et ses émissions peuvent revues grâce au site YouTube officiel de Catholic TV.
Parmi ses programmes, elle offre une messe quotidienne, des débats télévisés, des bénédictions, des émissions à thème doctrinal, des séries de divertissement, des émissions pour enfants, des animations en direct d'événements catholiques, des spectacles musicaux et ainsi de suite.
Les autorités de la chaîne ont désigné Sainte Thérèse de Lisieux en tant que patronne de Catholic TV. L'actuel président est Mgr Robert P. Reed, évêque auxiliaire de l'archidiocèse de Boston.